# La Jaille-Yvon
La Jaille-Yvon ist eine französische Gemeinde mit 343 Einwohnern (Stand: 1. Januar 2022) im Kanton Tiercé, im Arrondissement Segré, im Département Maine-et-Loire und in der Region Pays de la Loire. Die Einwohner werden Jaonnais genannt.

## Geographie
La Jaille-Yvon liegt etwa 32 Kilometer nordnordwestlich von Angers am Fluss Mayenne, der die Gemeinde im Osten begrenzt, in der Segréen. Umgeben wird La Jaille-Yvon von den Nachbargemeinden Ménil im Norden, Les Hauts-d’Anjou im Osten, Chenillé-Champteussé im Südosten, Chambellay im Süden sowie Segré-en-Anjou Bleu im Westen und Südwesten.

## Bevölkerungsentwicklung
| 1962                       | 1968 | 1975 | 1982 | 1990 | 1999 | 2006 | 2018 |
| -------------------------- | ---- | ---- | ---- | ---- | ---- | ---- | ---- |
| 364                        | 306  | 267  | 249  | 239  | 248  | 275  | 326  |
| Quellen: Cassini und INSEE |      |      |      |      |      |      |      |

## Sehenswürdigkeiten

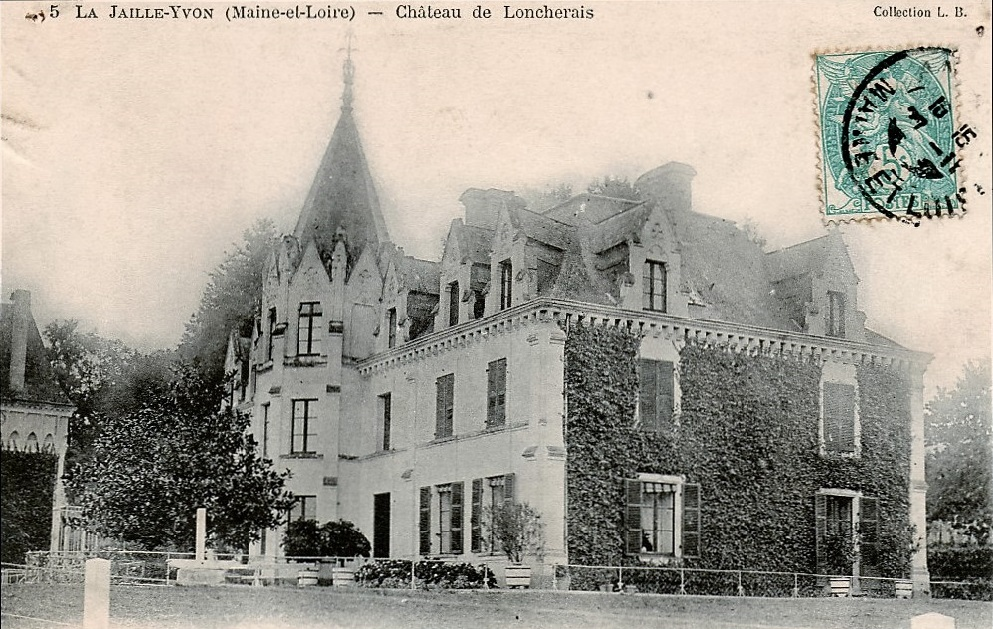
Schloss Loncherais auf einer Postkarte um 1910

- Kirche Saint-Loup
- Schloss Le Plessis-Anjou
- Schloss Loncherais